# Londoner Konferenz (1933)
Die Londoner Konferenz, offiziell Internationale Währungs- und Wirtschaftskonferenz, englisch London Economic Conference, war eine internationale Konferenz, die vom 12. Juni bis zum 27. Juli 1933 in London vor dem Hintergrund der Weltwirtschaftskrise stattfand. Historiker wie Charles Kindleberger nennen sie Weltwirtschaftskonferenz.

## Geschichte

### Vorgeschichte
In der globalen Krise war der Welthandel seit 1929 um ein Drittel zurückgegangen und wurde oft in entwerteten Währungen vorgenommen. Nach dem Ersten Weltkrieg waren die USA, Großbritannien und Frankreich sowie im Gefolge Deutschland (nach dem Dawes-Plan 1924) zu einem Goldstandard ihrer Währungen zurückgekehrt, womit unter den Währungen sich ein festes Austauschverhältnis bildete (Konferenz von Genua 1922). Das traditionelle Verhältnis zwischen dem Pfund und dem US-Dollar von 1 : 4,86 wurde im Vereinigten Königreich zur nationalen Prestigesache, weil der Vorkriegsglanz des British Empire erhalten werden sollte. Aber im Juli 1931 gab Deutschland informell den Goldstandard auf, im September 1931 folgte Großbritannien offiziell. Das führte für beide Währungen zu einer handelspolitisch günstigen Abwertung, doch verlagerte sich die Goldspekulation auf die USA, bis der neu gewählte Präsident Franklin D. Roosevelt den Goldstandard auch des Dollars im März 1933 aufgab. In den einzelnen Volkswirtschaften stritten die wirtschaftlichen Interessengruppen um ihre gefährdeten Vorteile. Während die Nichtmitglieder im Völkerbund USA und UdSSR von einer internationalen Konferenz wenig erwarteten, sahen die führenden Völkerbundmächte Großbritannien unter Ramsay MacDonald und Frankreich doch einige Chancen auf Verbesserungen.
Den ersten Anstoß gab Reichskanzler Brüning im Dezember 1930 gegenüber dem US-Botschafter Sackett, man solle alle zusammenhängenden Wirtschaftsfragen im Paket behandeln. Der Idee folgten die französisch-amerikanischen Laval-Hoover-Beratungen im Oktober 1931 und das Gespräch zwischen Präsident Hoover und dem britischen Premier MacDonald im Mai 1932. Die formelle Einladung durch den Völkerbund erfolgte auf der Lausanner Konferenz am 9. Juli 1932.
Wirtschaftsexperten aus 17 Ländern sollten zunächst Empfehlungen zu den komplizierten Fragen erarbeiten: Zollstabilität, Währungsstabilisierung, höhere Preise und funktionierende Märkte, Produktionsverbesserungen. Die USA wollten über die Kriegsschulden gar nicht sprechen, die Briten unter dem Wirtschaftsberater Frederick Leith-Ross über internationale Kreditausweitung sowie eine gemeinsame Anleihe die Preise steigen lassen und die Beschäftigung fördern (Vorschlag von Keynes), um die Produktion wieder rentabel zu machen. Der britische Economic Advisory Council (EAC) unter Hubert Henderson hatte schon in Lausanne 1932 vorgeschlagen, eine Art Papiergold durch eine Internationale Bank zu schaffen. (Diese Idee wurde 1968 mit den Sonderziehungsrechten des IWF realisiert.) Der neue US-Präsident Roosevelt wollte sich aber trotz der internationalistischen Tradition seiner Demokratischen Partei zunächst auf die USA selbst konzentrieren und ihre Agrarprodukte sogar durch Zölle schützen, womit er vom Freihandel abrückte (Vorschlag von Herbert Feis). Japan und Polen lehnten gemeinsame internationale Anleihen für öffentliche Arbeiten strikt ab. Frankreich führte unter dem neuen Premierminister Daladier noch selbstbewusst die verbliebenen Länder des Goldstandards an, während die Briten auf keinen Fall dorthin zurück wollten. Die Konsultationen fanden im Februar/März 1933 in Washington, D.C. statt.

### Konferenzverlauf
An der Londoner Konferenz nahmen Vertreter aus 66 Staaten teil. König George V. eröffnete sie am 12. Juni 1933 in den Räumen des Geological Museum (1935 abgerissen). Das Organisationskomitee hatte 67 Nationen eingeladen, aber Panama konnte sich die Gesandtschaft nicht leisten und blieb fern. Zu den offiziellen Delegierten gehörten unter Präsident Edmund Schulthess aus der Schweiz, König Faisal aus dem Irak. Des Weiteren nahmen acht Premierminister (darunter Daladier, Beneš, Dollfuß), 20 Außenminister, 80 Minister und Zentralbankchefs teil. In der Versammlungshalle wurden 708 Sitzplätze installiert. Insgesamt bot das Museum rund 1000 Besuchern Platz, wobei nur 45 Plätzen für die Öffentlichkeit reserviert waren. Die amerikanische Delegation wurde von Außenminister Cordell Hull angeführt. Sowjetrussland wurde durch den Volkskommissar für Auswärtige Angelegenheiten Maxim Litwinow vertreten. Allein aufgrund der jeweils 15-minütigen Antrittsreden des Vertreters jeden Teilnehmerlandes wurde die Dauer der Konferenz auf mindestens 14 Tage angesetzt. Für Deutschland waren der Außenminister Konstantin von Neurath ebenso wie der Reichsbankpräsident Hjalmar Schacht zugegen. Als Delegierter der Sächsischen Staatskanzlei nahm der Jurist und Landwirtschaftsexperte Hans Erich Winter (* 11. März 1894), seit Anfang 1929 Mitglied der NSDAP, an der Konferenz teil.
Zum wichtigsten Thema wurde die Währungsstabilisierung zur Beendigung des Währungskrieges der 1930er Jahre, weil sich während der Konferenz ein Verfall des Dollars gegenüber dem Pfund ereignete. Die Konferenz scheiterte mit ihren Vorstellungen am Widerstand Roosevelts, der die verschiedenen Vorschläge zur Währungsstabilisierung ablehnte. Frankreichs Ministerpräsident Daladier sprach sich zur Überwindung der Wirtschaftskrise für eine Förderung der Umsätze der Unternehmen aus, die Geldpolitik könne in den Hintergrund treten.

### Folgen
Die Rede und Denkschrift Alfred Hugenbergs, des deutschen Wirtschafts- und Agrarministers seit dem Machtantritt Hitlers, in der er den Freihandel ablehnte und Kolonien in Afrika sowie Land im Osten forderte, führten zu dessen Rücktritt. Damit war das „Zähmungskonzept“ der DNVP für Hitler gescheitert.
Da die Konferenz zu keinem brauchbaren Ergebnis kam, wurde sie am  27. Juli 1933 auf unbestimmte Zeit vertagt. Erst im Tripartite-Abkommen von 1936 wurde schließlich das Ziel der Währungsstabilisierung erreicht.